# Ragnhildgade
Ragnhildgade er en gade i Haraldsgadekvarteret på Ydre Nørrebro i København. Den er en sidegade til Haraldsgade og ender blindt. På cykel eller til fods kan man dog komme igennem til Rovsingsgade og til Lersø Parkallé.
På Ragnhildsgade ligger Kommunens Plads, præget af en lang toetagers bygning i gule mursten og med gamle vinduer. For enden er der masser af lave bygninger af både træ og mursten, værksteder og lagerplads. (Lige til at gå på opdagelse i, se Ib Spang Olsen: ”Lille dreng på Østerbro”). Bygningerne bruges nu af den kreative forening Bolsjefabrikken
Kommunepladsen har ligget i Ragnhildgade siden 1930'erne, hvor den begyndte at blive brugt som oplagringsplads og værkstedsbygninger for stadsingeniørens direktorat. Mange af de nuværende kontorer og værksteder er de samme som dengang, nogle lettere ombyggede. Her blev støbt betonfliser, der var tømmerlager, garage, maskinværksted, tromleskur, kontor, tømmerværksted, malerværksted, folkerumsbygning, målerhus, stenknuseranlæg, formandsskur og portnerhus. Op igennem det 20. århundrede blev størstedelen af bygningerne bevaret, dog med visse ændringer og moderniseringer. I 1940 byggedes et beskyttelsesrum pga. 2. verdenskrig.
I løbet af 2000'erne er flere af de gamle værksteder blevet ombygget til kontorer og mekanikerværksteder. Arbejdernes Andels Boligforening anlagde boliger her i 1993. Ragnhildgade er i høj grad domineret af AAB's store byggeri med 291 boliger. Der skal inden for de næste år bygges billige boliger på kommunens grund.
Ved nr. 2, hørende til Haraldsgården er der en køn annexbygning, der runder, er lys og luftig og har en fin tagterrasse. 